# Black Baron
Black Baron fou una marca valenciana d'automòbils, fabricats per l'empresa Systema España Black Baron a Altea, Marina Baixa, entre el 1997 i els volts del 2009. Fundada el 1994 per l'alemany resident a Altea Rolf Menke, l'empresa comercialitzava el model Dreamster, un biplaça d'estètica "retro" amb carrosseria de plàstic i parafangs d'alumini o fusta. El xassís era el del Volkswagen Escarabat i de motors n'hi havia dues configuracions disponibles: o bé un de tipus bòxer de 1.300 cc o bé un de tetracilíndric de Volkswagen Golf que proporcionava fins a 150 CV. El model fou renovat estèticament el 2003.